# Praon megourae
Praon megourae är en stekelart som beskrevs av Jaroslav Stary 1971. Praon megourae ingår i släktet Praon och familjen bracksteklar. Inga underarter finns listade i Catalogue of Life.